# Петраков, Андрей Александрович
Андрей Александрович Петраков (26 апреля 1976, Свердловск — 21 октября 2013, Екатеринбург) — российский хоккеист, нападающий. Мастер спорта России международного класса.

## Биография
Андрей Александрович Петраков родился 26 апреля 1976 года в городе Свердловске Свердловской области, ныне городе Екатеринбург.
Начинал заниматься хоккеем в свердловской школе «Спартаковец». В сезоне 1992/93 дебютировал в «Автомобилисте». На драфте НХЛ 1996 года был выбран в 4-м раунде под общим 97-м номером клубом «Сент-Луис Блюз». По ходу сезона 1996/97 перешёл в «Металлург» Магнитогорск. Следующий сезон начал в ЦСК ВВС Самара, затем вернулся в «Металлург». В сезоне 1998/99 играл в командах низших североамериканских лиг «Маскигон Фьюри» (UHL), «Вустер АйсКэтс» (AHL), «Форт-Уэйн Кометс» (IHL), затем вновь вернулся в «Металлург». В сезоне 2000/01 провёл 12 игр за клуб ECHL «Пеория Ривермен».
Играл в России за команды низших лиг «Кедр» Новоуральск (2000/01 — 2001/02), «Мостовик» / «Зауралье» Курган (2002/003, 2005/06 — 2006/07), «Молот-Прикамье» Пермь (2003/04), «Мечел» Челябинск (2003/04), «Мотор» Барнаул (2003/04), «Спутник» Нижний Тагил (2004/05), «Дизель» Пенза (2006/07), «Айсберг» Когалым (2007/08).
Выступал в чемпионате Чехии за клубы «Оцеларжи» и «Орли» (2005/06), в Суперлиге за «Металлург» Новокузнецк (2006/07).
Бронзовый призёр молодёжного чемпионата мира 1996. Победитель хоккейного турнира зимней Универсиады 2003.
На рубеже 1996—1997 годов играл за сборную России в турне против сборной Канады.
Работал детским тренером.
Андрей Александрович Петраков скончался 21 октября 2013 года в городе Екатеринбурге Свердловской области. Похоронен на Широкореченском кладбище Екатеринбурга.